# Hiéroglyphe égyptien F52
L'excrément, en hiéroglyphes égyptiens, est classifié dans la section F « Parties de mammifères » de la liste de Gardiner ; il y est noté F52.

## Représentation
Il représente un excrément (uniquement dans les textes des pyramides).  

## Utilisation
| H | s | F52 |

| H | s | F52 |

| m | H | s | H | s | F52 |

| m | H | s | H | s | F52 |